# Lüder (Fluss)

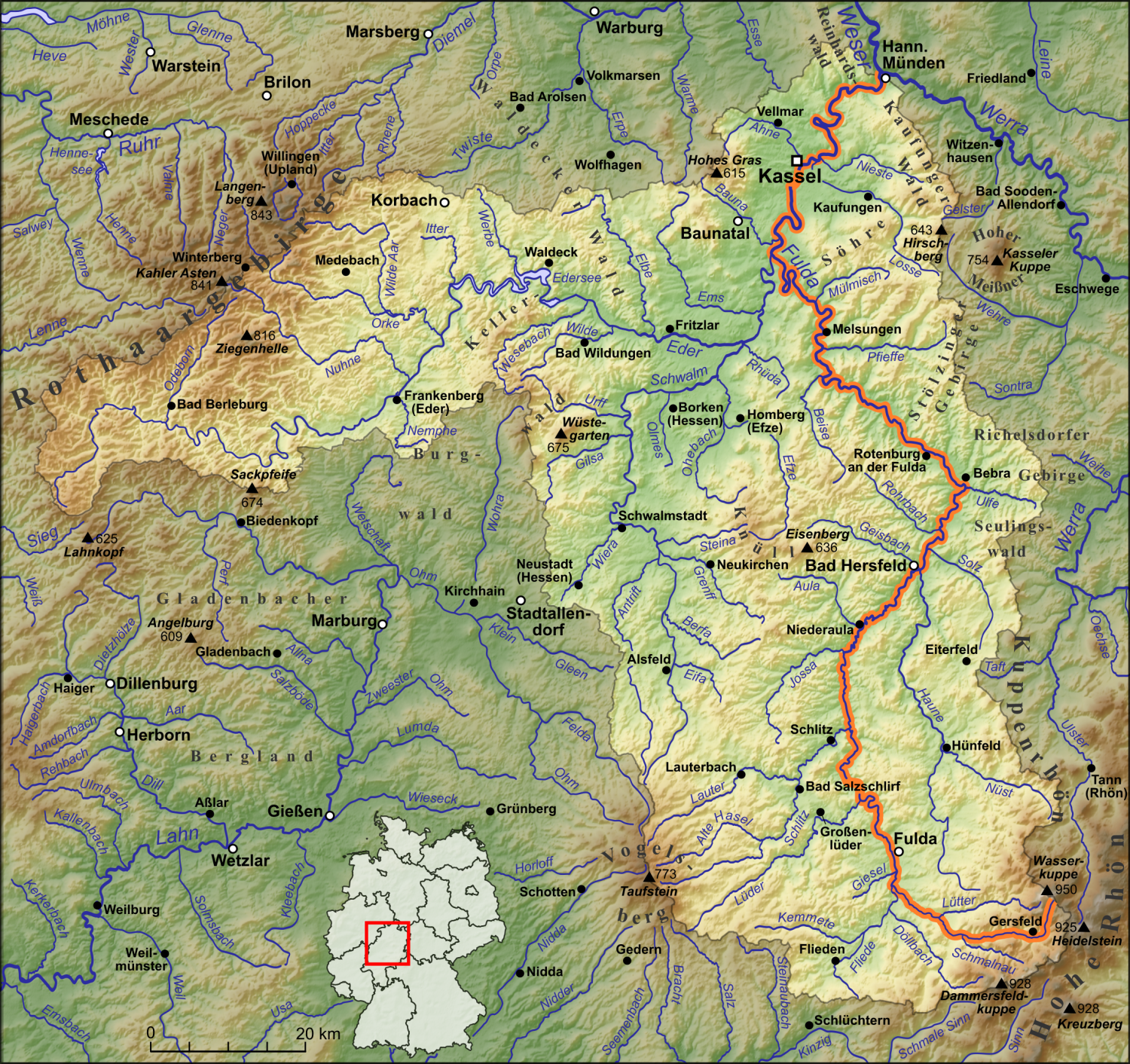
Der Verlauf der Lüder aus dem Vogelsberg auf dem Weg zur Fulda (am Kartenende rechts)

Die Lüder, auch Lüderbach genannt, ist ein 36,4 km langer, südwestlicher und orographisch linker Zufluss der Fulda aus dem Vogelsberg im Vogelsbergkreis und Landkreis Fulda in Hessen. Der Fluss ist Namensgeber für die Ortschaften Kleinlüder, Großenlüder und Lüdermünd.

## Name
Der Fluss wurde im Jahr 820 (flumen … luder) erstmals urkundlich erwähnt. Der Name könnte vom germanischen Adjektiv *hluda- mit der Bedeutung „gehört, berühmt“ abgeleitet sein.
Der Flussname übertrug sich auf die Orte Klein- und Großenlüder. Dadurch gab die Lüder auch indirekt Martin Luther seinen Nachnamen, denn dessen Vorfahre Wigand von Lüder stammte aus Großenlüder. Der Familienname wandelte sich über seine Nachkommen von „von Lüder“ und „Luder“ zu „Luther“.

## Geographie

### Verlauf
Die Lüder hat zwei jeweils Lüder genannte Quellbäche, die beide im Hohen Vogelsberg und Naturpark Vulkanregion Vogelsberg beginnen – nahe der Rhein-Weser-Wasserscheide und nahe Bermuthshain im Gemeindegebiet von Grebenhain. Deren Quellen liegen im Vogelsbergkreis: Die rechtsseitige Lüder entspringt in einem Quellgebiet am Völzberger Köpfchen (570,8 m) südsüdwestlich von Bermuthshain und nordöstlich des im benachbarten Main-Kinzig-Kreis gelegenen und zur Gemeinde Birstein gehörenden Ortsteils Völzberg – auf rund 517 m Höhe. Die linksseitige Lüder hat ihre Quellen – nahe den zu Grebenhain zählenden Ortschaften Herchenhain und Hartmannshain – westlich von Bermuthshain zwischen der Herchenhainer Höhe (733,1 m) im Nordnordwesten und dem Weißen Stein (607 m) im Südsüdosten; eine dortige Quelle, die etwa 100 m südöstlich der Bundesstraße 275 und direkt am Vulkanradweg liegt, wurde mit Namen Lüderquelle auf etwa 557 m Höhe gefasst.
Die an der Lüderquelle entspringende linksseitige Lüder fließt etwa in West-Ost-Richtung durch die nördlichen Teile von Bermuthshain, durch das noch bis 1963 ein kleiner Bach mit einem Mühlgraben verlief. Dieser entsprang an der Weed, nahe der Hofreite Heckerts. Vom Wasser dieses Grabens wurden zwei Mühlen angetrieben. Die beiden Wasserläufe im Dorf wurden beim Bau der Ortskanalisation 1963 trockengelegt und sind seitdem spurlos verschwunden. Die rechtsseitige Lüder passiert Bermuthshain ein paar Hundert Meter östlich.
Nach der ostnordöstlich von Bermuthshain auf etwa 436 m Höhe gelegenen Vereinigung beider Quellbäche fließt die Lüder, die überwiegend nordostwärts verläuft, direkt südöstlich an Crainfeld vorbei und dann durch Bannerod und Heisters. Hiernach mündet der aus Richtung Zahmen kommende Moosbach und dann die von Steinfurt heran fließende Schwarza ein. Dann verläuft der Fluss im Landkreis Fulda durch Blankenau, wonach er die von Schletzenhausen kommende Jossa aufnimmt.
Anschließend fließt die Lüder durch Hainzell, wonach die Kalte Lüder einmündet, durch Kleinlüder und direkt östlich vorbei an Uffhausen in Richtung Großenlüder.
Unmittelbar nach Unterqueren der Bundesstraße 254 knickt sie südlich der von ihr passierten Ortschaft nach Ostsüdosten ab. Während die Lüder die Bahnstrecke Fulda-Gießen (Vogelsbergbahn) unterquert, passiert sie Bimbach direkt nördlich, wo der von Malkes kommende Erbach einmündet. Dann wendet sie sich wieder nach Nordosten und fließt durch Lütterz.
Letztlich mündet die Lüder auf etwa 232 m Höhe in eine Schleife des Weser-Quellflusses Fulda; etwa 500 m nordöstlich ihrer Einmündung liegt jenseits der Fulda mit Lüdermünd ein nordwestlicher Stadtteil von Fulda.

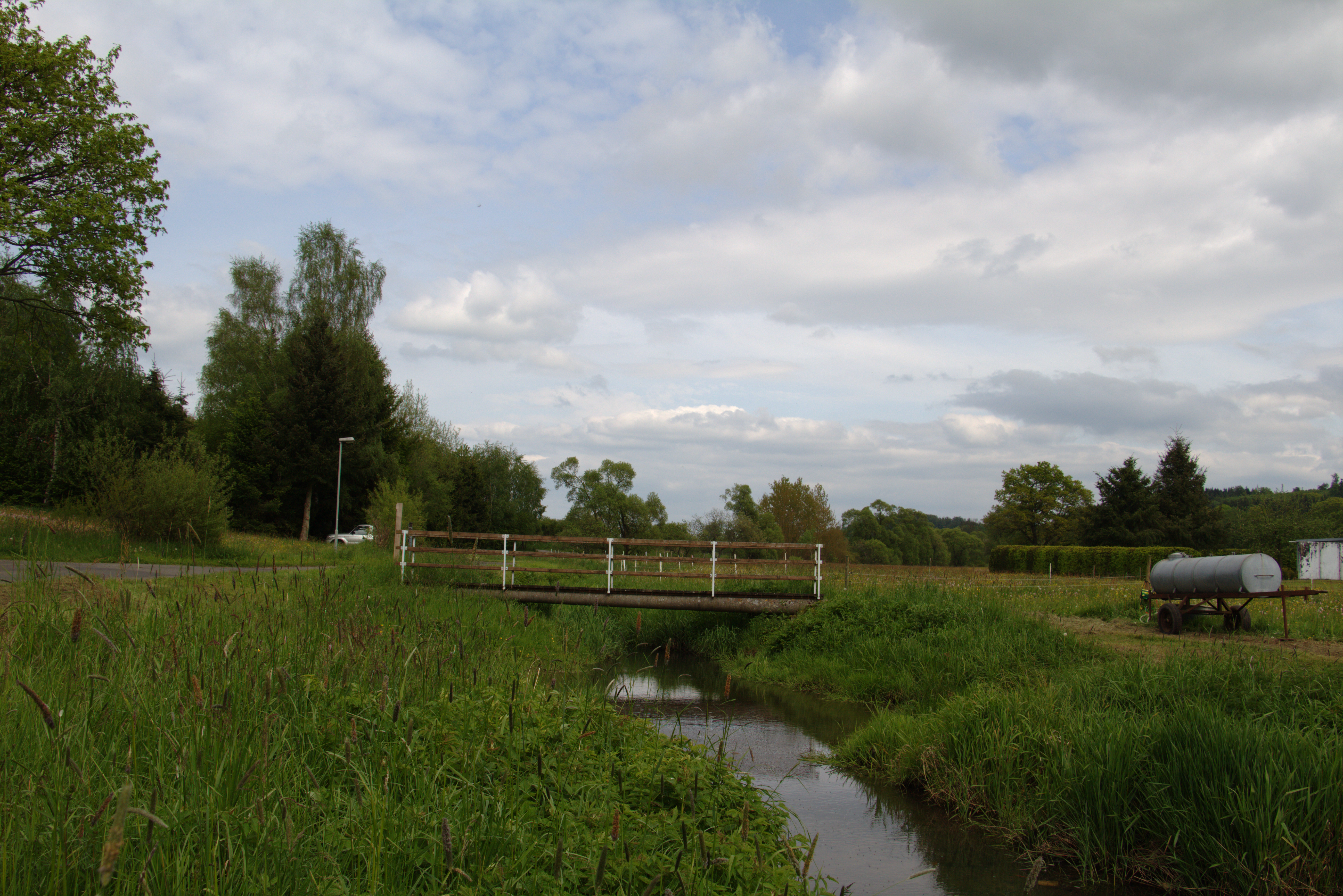
Die Lüder mit Fußgängerbrücke in Bannerod (flussabwärts betrachtet)
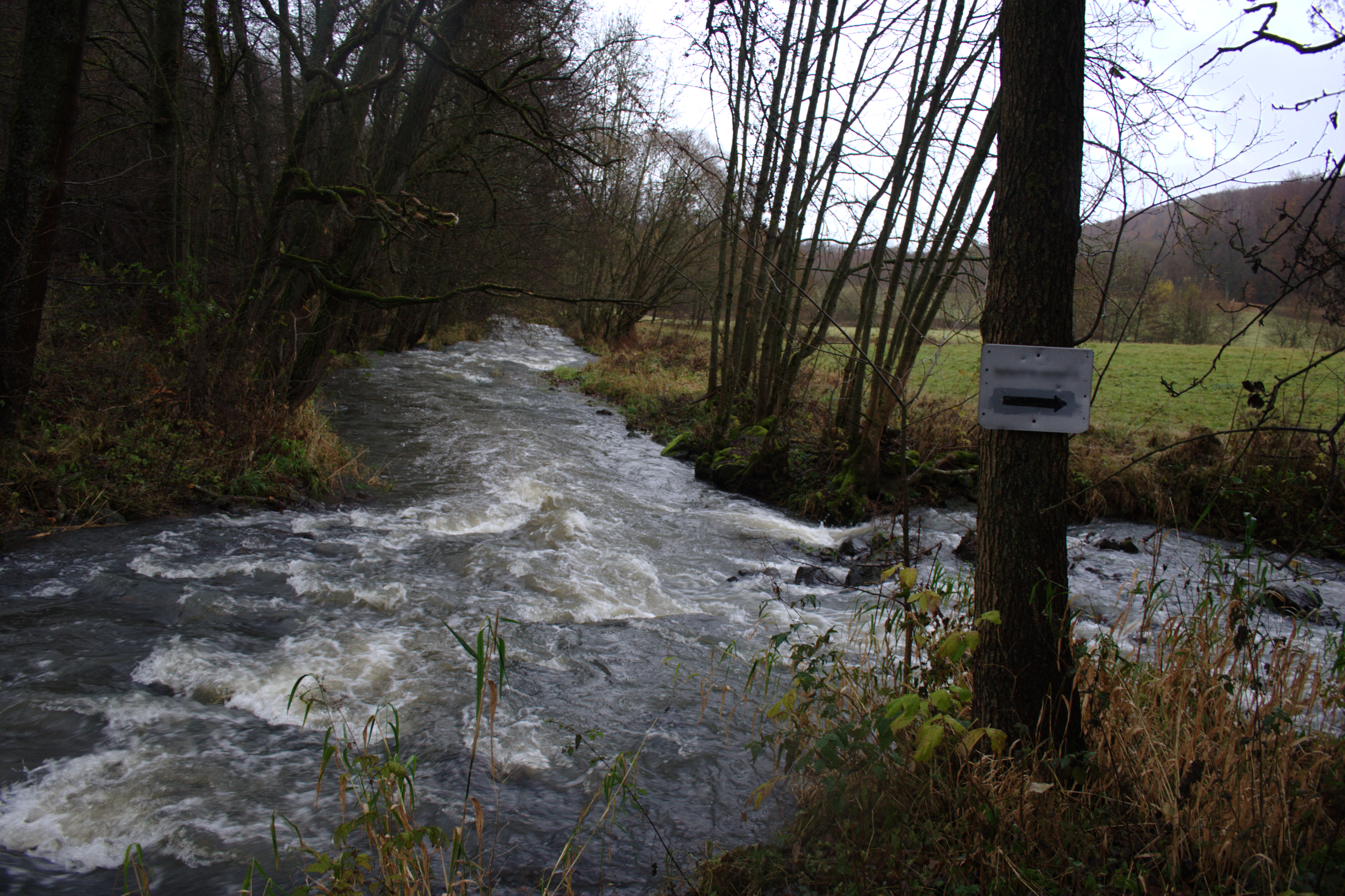
Mündung des Moosbachs (rechts) in die Lüder – unterhalb von Heisters
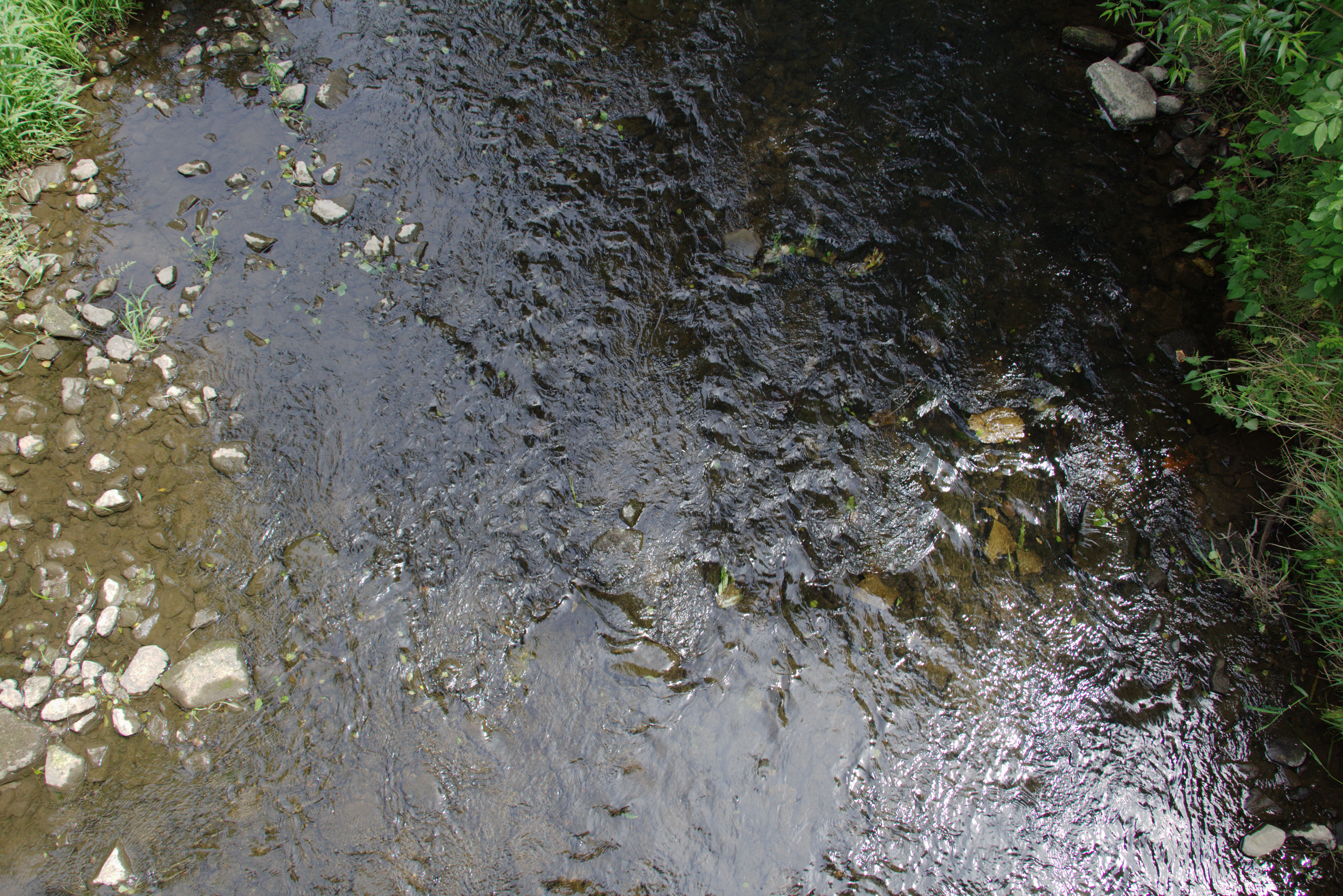
Die Lüder von der Brücke über die Lüder mit Niedrigwasser am Ortseingang von Hainzell
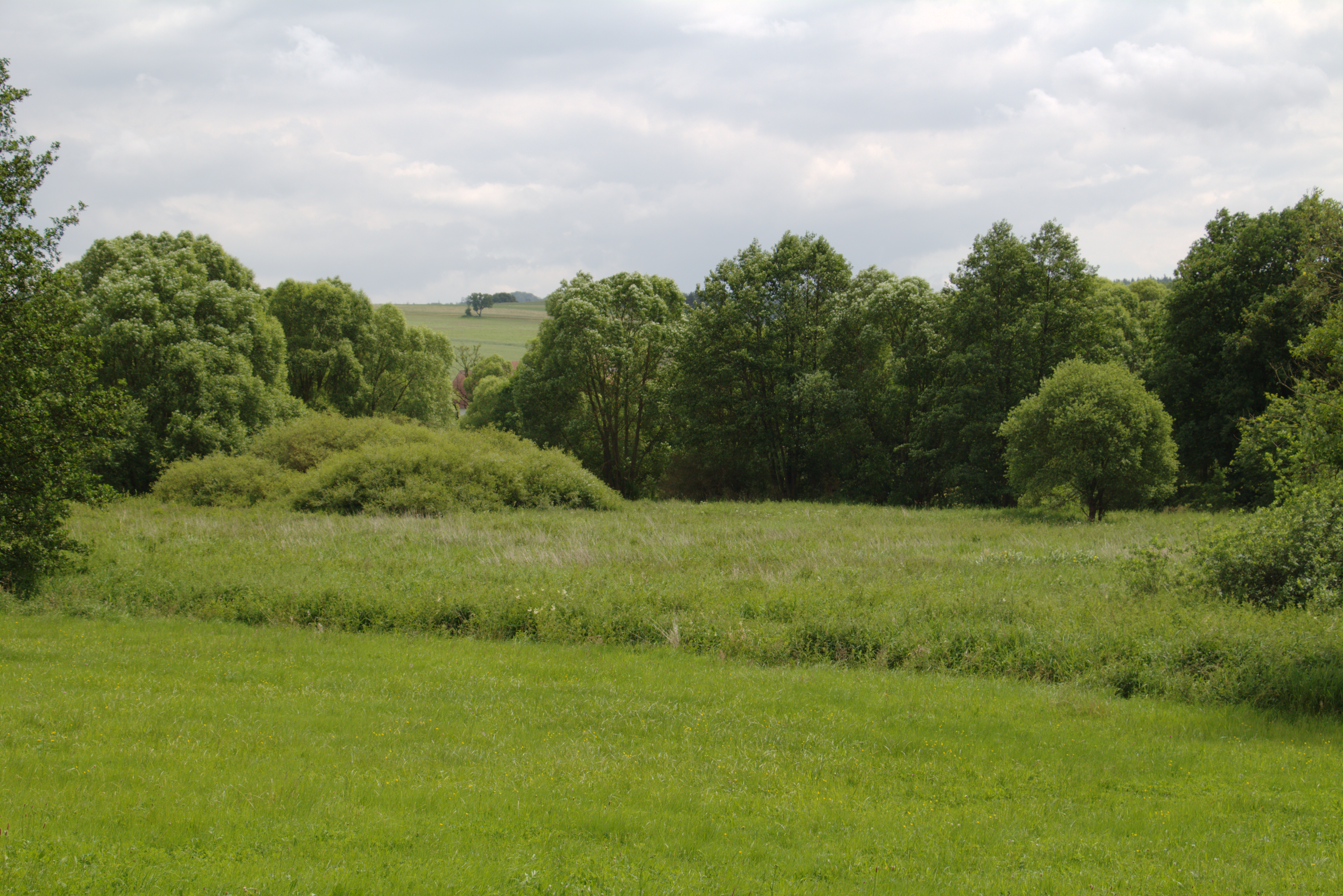
Die Lüderaue bei Hainzell
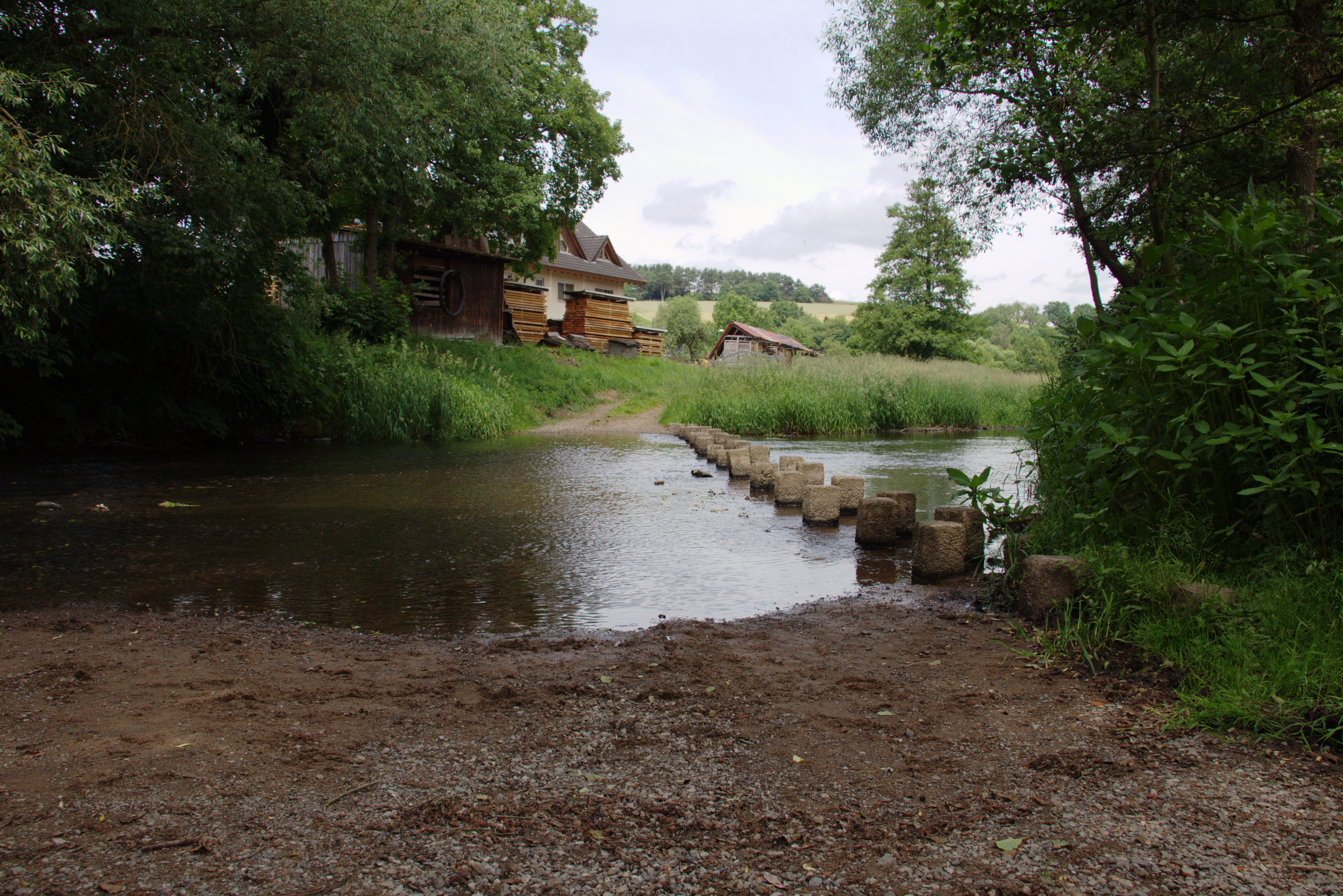
Lüderfurt bei Kleinlüder
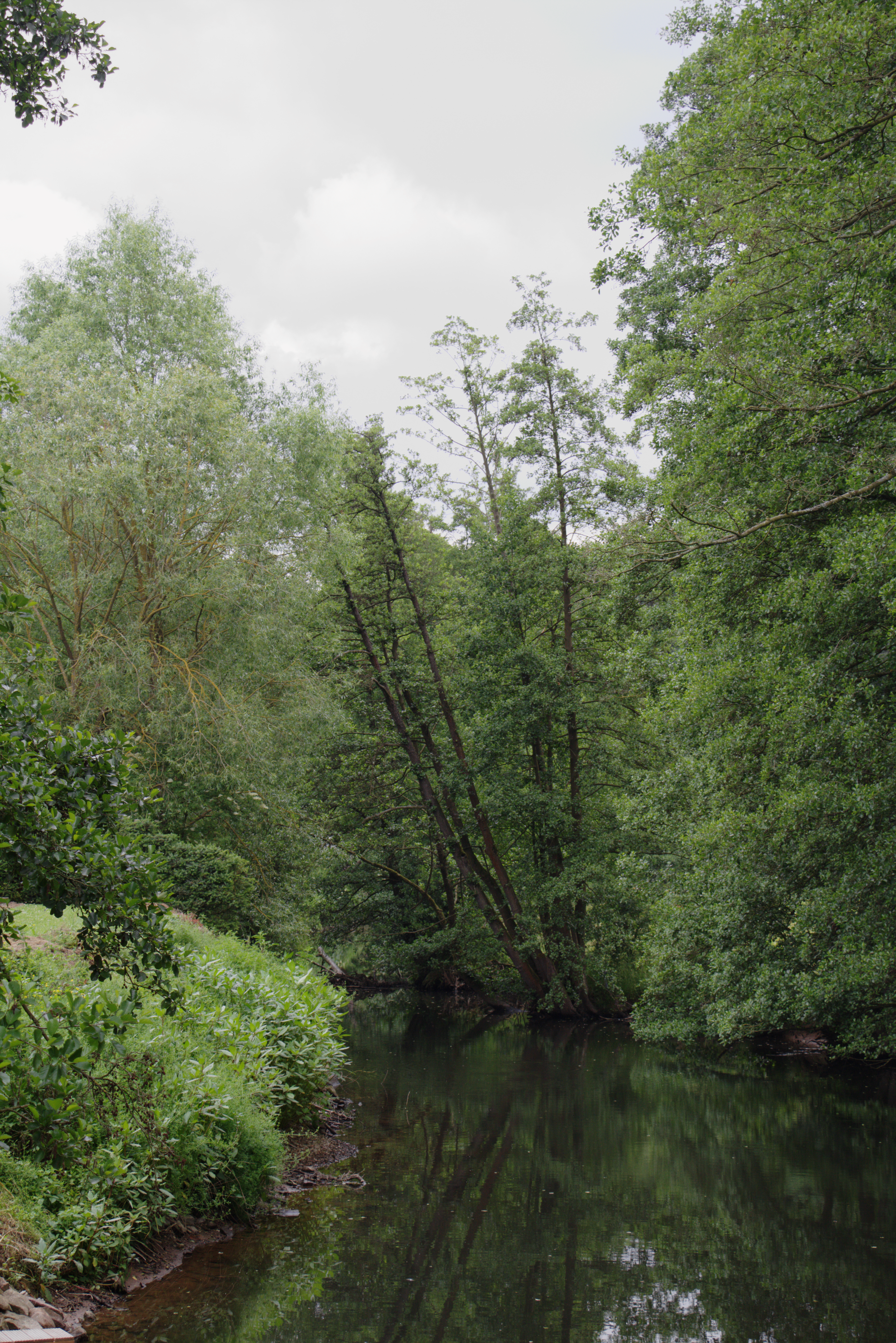
Der Lüderlauf bei Uffhausen

### Einzugsgebiet und Zuflüsse
Das Einzugsgebiet der Lüder ist 190,001 km² groß. Ihre wichtigsten Zuflüsse sind:
| Name        | Seite  | Länge (km) | Quelllage (Naturraum) | Mündung bei Lüder-km | EZG km² | DGKZ    |
| ----------- | ------ | ---------- | --------------------- | -------------------- | ------- | ------- |
| Moosbach    | rechts | 11,8       | Hoher Vogelsberg      | 13,4                 | 23,199  | 4236-14 |
| Schwarza    | links  | 18,3       | Hoher Vogelsberg      | 15,0                 | 30,239  | 4236-2  |
| Jossa       | rechts | 11,7       | Unterer Vogelsberg    | 18,3                 | 23,501  | 4236-32 |
| Kalte Lüder | rechts | 8,8        | Gieseler Forst        | 20,7                 | 23,952  | 4236-4  |
| Erbach      | rechts | 3,3        | Gieseler Forst        | 31,3                 | 12,315  | 4236-6  |

Die Schwarza (der Schwarze Bach), die abschnittsweise auch Waagbach (Waaggraben) und Ahlbach genannt wird, fließt nordwestlich parallel zur Lüder. Sie entspringt in der Gemarkung Grebenhain nordwestlich von Oberwald (auch) an der Herchenhainer Höhe auf etwa 682 m Höhe. In überwiegend nordöstlicher Richtung fließt sie durch Grebenhain, vorbei an Vaitshain, durch Nösberts-Weidmoos und durch Steinfurt. Sie mündet zwischen Steinfurt und Blankenau nahe der Grenze des Vogelsbergkreises zum Landkreis Fulda (ehemalige hessisch-preußische Landesgrenze) in die Lüder.

## Verkehr und Wandern
Nahe der Lüderquelle (linke Lüder) verläuft die Bundesstraße 275 und bei Großenlüder unterquert die Lüder die Bundesstraße 254. Entlang des Flusses oder diesen kreuzend führen mehrere Landes- und Kreisstraßen. Direkt vorbei an der Lüderquelle und auf der Nordflanke des Lüdertals verläuft oberhalb von Bermuthshain und Crainfeld auf der Trasse der stillgelegten Oberwaldbahn (Glauburg-Stockheim–Lauterbach Nord) der Vulkanradweg. Zwischen Großenlüder und Bimbach unterquert die Lüder die Bahnstrecke Fulda-Gießen (Vogelsbergbahn). Entlang des Flusses oder diesen kreuzend führen der Fulda-Radweg sowie die hessischen Radfernwege R2, R3 und R8.